# Torappu ikka monogatari
Torappu ikka monogatari (トラップ一家物語?  lit., «Historia de la familia Trapp»), conocida como La novicia rebelde en Hispanoamérica o Sonrisas y lágrimas en España, es un anime basado en la novela The Story of the Trapp Family Singers de Maria Augusta Trapp. La serie fue emitida originalmente en Japón en el año 1991, parte del contenedor infantil World Masterpiece Theater o Meisaku de Nippon Animation. El contenedor había antes y después producido una gran variedad de series de animación basadas en diferentes obras literarias infantiles; entre ellas estaban "Papá Piernas Largas" (1990) y "Jackie y su mascota" (1992). En España, la serie fue emitida a través de Antena 3.

## Argumento
A los dieciocho años, María sueña con ser monja y dedicar su vida a Dios, pero su personalidad alegre y energética le resulta un problema, ya que las monjas esperan disciplina y modales ante todo. María trata de cambiar su manera de ser, pero no le gusta, prefiere honrar a su Señor a través de la alegría y el agradecimiento por la vida y todo lo que existe en ella. La Madre Superiora le pide a María que pase algún tiempo en la casa del Barón Von Trapp como institutriz de sus hijos. El señor es viudo y ninguna de las veinticinco institutrices que había contratado antes lograron ser aceptadas por sus hijos. María, después de un tiempo y a través de la alegría, la canción y la poesía se gana el corazón y el respeto de los niños y los llena a todos de felicidad; María también logra el cariño del mismo Barón y quiere casarse con él. Sin embargo, los problemas llegan con la llegada de las amenazas de la Segunda Guerra Mundial y los Nazis toman control de Austria, un año antes del conflicto. La familia Trapp no está contenta con su nueva vida y no aprecian que el mismísimo Adolfo Hitler quiera que ellos canten para él en sus fiestas. Por eso, abandonan Austria para irse muy lejos;a Suiza para empezar su nueva vida, lejos de la guerra en Europa.

## Doblaje al español

### Español (España)
- Javier Franquelo - Hans el mayordomo
- Isacha Mengíbar - Johanna Von Trapp
- Julio Núñez - Presidente de Austria
- Pilar Santiagosa - María
- Pedro Sempson - Franz el jardinero
- Amparo Soto - Baronesa Matilda
- Sara Vivas - Werner Von Trapp

### Español latinoamericano de México
- María: María Fernanda Morales
- Barón Von Trapp: José Lavat
- Baronesa Matilda: Andrea Coto
- Hedwig Von Trapp: Irma Carmona
- Rupert Von Trapp: Luis Alfonso Mendoza
- María Von Trapp: Patricia Acevedo

## Distribución doméstica
La empresa distribuidora española Selecta Visión tiene los derechos de la serie y la ha estrenado en DVD. Los ocho volúmenes salieron a la venta comenzando con los dos primeros el 21 de enero de 2009; cada volumen contiene cinco de los cuarenta episodios que figuran en la serie. La edición remasterizada cuenta con el doblaje original al español producido por Antena 3 Televisión para su estreno televisivo a principios de los años 90, e incluye el audio original en japonés y subtítulos al español.
Al mismo tiempo que Selecta Visión obtuvo los derechos de la serie obtuvo con ellos los derechos de La familia de los robinsones suizos (1981), también conocida como La familia robinson.

## Temas musicales
- Japón:
  - (Inicio) "Hohoemi no Mahou"
  - (Cierre) "Ryoute wo hirogete" cantadas por Eri Itoh
- En España la serie cuenta con dos temas de apertura distintos:
  - (Inicio) "Sonrisas y lágrimas (Do, re, mi)", compuesta por Richard Rodgers para la película Sonrisas y lágrimas (1965). La versión escuchada en la apertura de la serie tenía una letra diferente a la original en español. Esta melodía también se utilizó en el tema inicial televisivo japonés.
  - (Inicio) "Sonrisas y lágrimas", que aunque nunca se utilizó, fue compuesto por Carmelo Carucci y adaptada al español por Begoña Ramos; la canción es presumamente cantada por Sol Pilas. La versión italiana de esta melodía se titula "Cantiamo insieme" (1994), escrita por Alessandra Valeri Manera e interpretada por Cristina D'Avena.
  - (Cierre) Mi canción, que figura la melodía del tema de cierre original japonés.

## Listado de episodios
- 1. Quiero ser monja
- 2. Mi futuro como monja
- 3. El capitán y sus siete hijos
- 4. La maestra número 26
- 5. Lo has hecho de nuevo, María
- 6. Un extravío y con hambre
- 7. No nos fiamos de los mayores
- 8. La educación es importante
- 9. La prometida del Barón Trapp
- 10. Una máquina de coser y un violín
- 11. Nada es mejor que jugar en el barro
- 12. María prepara un pastel de chocolate
- 13. El primer amor de Don Quijote
- 14. El secreto de una caja de música
- 15. Martina y su osita Nicola
- 16. La casa sin María
- 17. El joven ciervo herido
- 18. Es la vida del ciervo
- 19. Un recuerdo de Yvonne
- 20. Todo el mundo tiene su propia vida
- 21. La decisión del señor Trapp
- 22. Puedo vivir solo
- 23. La carta
- 24. Un deseo para un ángel
- 25. En los alpes
- 26. Intercambio de regalos
- 27. Ayer, hoy y mañana
- 28. La traviesa Ágata
- 29. Esposa y madre
- 30. ¿Quieres casarte conmigo?
- 31. Dios lo planeó
- 32. La novia en julio
- 33. La familia
- 34. Los cantores de la familia Trapp
- 35. Cantando con el viento
- 36. La invasión de los Nazis
- 37. El nuevo saludo
- 38. El secreto de Hans
- 39. Orgullo y fe
- 40. Adiós a mi patria